# Giacomo Micalori
Giacomo Micalori (Urbino, 1570 – 1645) è stato un teologo, filosofo, astronomo, poeta e canonico italiano, professore a Urbino.

## Opere
- Le nozze finte, Pesaro, Flaminio Concordia, 1618.
- Della sfera mondiale, Urbino, Marco Antonio Mazzantini, 1626.
- Antapocrisi, Roma, Francesco Cavalli, 1635.